# Abraçaço
Abraçaço é um álbum de estúdio do cantor e compositor brasileiro Caetano Veloso. Foi lançado em 27 de novembro de 2012.
Em novembro de 2013, o álbum foi premiado com o Grammy Latino de Melhor Álbum de Compositor. Na mesma premiação, a música "Um Abraçaço" foi indicada a melhor gravação, canção do ano e melhor música brasileira. No ano seguinte, uma versão ao vivo da canção "A Bossa Nova é Foda" foi indicada para o Grammy Latino de Canção do Ano e Melhor Canção Brasileira. O disco foi eleito o melhor álbum nacional de 2012 pela revista Rolling Stone Brasil e "A Bossa Nova é Foda" foi considerada a terceira melhor música nacional do mesmo ano pela publicação.

## Faixas
Todas as faixas escritas por Caetano Veloso, exceto onde indicado.
1. "A Bossa Nova É Foda" - 3:53
2. "Um Abraçaço" - 3:49
3. "Estou Triste" - 5:12
4. "O Império da Lei" - 4:06
5. "Quero Ser Justo" - 3:52
6. "Um Comunista" - 8:32
7. "Funk Melódico" - 4:38
8. "Vinco" - 5:39
9. "Quando o Galo Cantou" - 3:46
10. "Parabéns" (Caetano Veloso, Mauro Lima) - 3:06
11. "Gayana" (Rogério Duarte) - 4:30

## Pessoal
- Caetano Veloso - vocal e violão
- Pedro Sá - guitarra e vocais
- Ricardo Dias Gomes - baixo, teclados e vocais
- Marcelo Callado - bateria, percussão e vocais
- Moreno Veloso - baixo e chimbal
- Thalma de Freitas, Nina Becker, Lan Lan e Alinne Moraes - vocais em "Parabéns"